# 수자리니 위왓차라웡
수자리니 위왓챠라원(태국어: สุจาริณี วิวัชรวงศ์)는 태국 짜끄리 왕조 군주 마하 와치랄롱꼰의 2번째 前 배우자이다.
1968년에서 1975년까지 미국 플로리다주 탤러해시에 유학하였었으며 1977년에서 1979년까지 아역 연기자 활동하였다가 1979년 연기자 분야 은퇴하였다.

## 가족 관계

### 조부모와 부모
- 조부 : ?
- 조모 : ?
- 부친 : 타닛 폴쁘라슷
- 모친 : 야우와락 폴쁘라슷

### 부군
1. 와치라롱껄왕세자 – 이혼 – 제10대 국왕 라마 10세

### 자녀
- 장남 : 주타왓 마히돌군 (1979년 ~ ) – 왕실 지위에서 제거됨
- 차남 : 왓차레설 마히돌군 (1981년 ~ ) – 왕실 지위에서 제거됨
- 3남 : 작끄리왓 마히돌군 (1983년 ~ ) – 왕실 지위에서 제거됨
- 4남 : 왓차라우이 마히돌군 (1985년 ~ ) – 왕실 지위에서 제거됨
- 장녀 : 시리완나와리공주 (1987년 ~ )